# 15e étape du Tour d'Italie 2023
Pour un article plus général, voir Tour d'Italie 2023.
La 15e étape du Tour d'Italie 2023 se déroule le dimanche 21 mai 2023 de Seregno à Bergame (Lombardie), sur une distance de 195 km.
L'Américain Brandon McNulty remporte l'étape tandis que le Français Bruno Armirail conserve le maillot rose de leader.

## Parcours
Cette étape avec un départ à Seregno (Lombardie), près de Milan, franchit quatre cols dont le Valico di Valtava, un col de 1re catégorie en début d'étape puis trois cols de 2e catégorie : le Selvino, le Miragolo S. Salvatore et le Roncola Alta.
Les coureurs franchissent une première fois la ligne d'arrivée à Bergame après 141 km puis grimpent le dernier col de la journée, le Valpiana, une montée de 9,4 km avec une pente moyenne de 6,6 %, dont le sommet se situe à 28 km de l'arrivée pour revenir à Bergame, ville de cyclisme puisque très souvent associée au départ ou à l'arrivée du Tour de Lombardie.
Cette étape se dispute la veille de la seconde journée de repos.

## Déroulement de la course
Une échappée initialement composée de 17 hommes comptent jusqu'à 7 minutes d'avance sur le peloton. Lors du premier passage sur la ligne d'arrivée de Bergame (53 km à accomplir), le groupe de tête est encore constitué de 15 hommes et compte un avantage de 6 min 30 s. sur le peloton. 6 kilomètres plus loin, Niccolò Bonifazio (Intermarché Circus Wanty) s'isole en tête mais, à 37 km de l'arrivée, dans l'ascension de Valpiana, il est rejoint puis dépassé par Marco Frigo (Israel Premier Tech), par Brandon McNulty (UAE Emirates) puis par Ben Healy (EF Education). À 34 km de l'arrivée, Healy place une attaque et passe seul au sommet de Valpiana avec 12 secondes de marge sur Brandon McNulty. Le peloton maillot rose franchit le sommet avec un peu plus de 7 minutes de retard sur Healy. Dans la descente, à 25 km de Bergame, McNulty rejoint Healy. À une dizaine de kilomètres du terme, Marco Frigo réussit à revenir sur le duo de tête. Le trio désormais constitué file vers Bergame. Dans la dernière bosse située à 3,6 km de l'arrivée, Ben Healy attaque peu avant le sommet. McNulty s'accroche mais Frigo lâche prise. L'Italien rentre toutefois aux 500 mètres et lance le sprint avant d’être dépassé dans les tout derniers mètres par Brandon McNulty qui gagne l'étape devant Ben Healy. Le peloton des favoris arrive avec un retard de 6 min 53 s et Bruno Armirail 33 secondes plus tard mais le Français conserve néanmoins son maillot rose.

## Résultats

### Classement de l'étape
| \| Classement de l'étape \| Classement de l'étape \| Classement de l'étape \| Classement de l'étape \| Classement de l'étape \| \| Coureur \| Coureur \| Pays \| Équipe \| Temps \| \| --------------------- \| --------------------- \| --------------------- \| ------------------------ \| --------------------- \| \| 1er \| Brandon McNulty \| États-Unis \| UAE Team Emirates \| 5 h 13 min 39 s \| \| 2e \| Ben Healy \| Irlande \| EF Education-EasyPost \| + 0 s \| \| 3e \| Marco Frigo \| Italie \| Israel-Premier Tech \| + 0 s \| \| 4e \| Bauke Mollema \| Pays-Bas \| Trek-Segafredo \| + 1 min 50 s \| \| 5e \| Einer Rubio \| Colombie \| Movistar Team \| + 1 min 50 s \| \| 6e \| Simone Velasco \| Italie \| Astana Qazaqstan Team \| + 2 min 26 s \| \| 7e \| Andrea Pasqualon \| Italie \| Bahrain Victorious \| + 2 min 26 s \| \| 8e \| Laurens Huys \| Belgique \| Intermarché-Circus-Wanty \| + 3 min 10 s \| \| 9e \| Vincenzo Albanese \| Italie \| Eolo-Kometa \| + 4 min 13 s \| \| 10e \| François Bidard \| France \| Cofidis \| + 4 min 13 s \| |                   |            |                          |                 |
| |                   |            |                          |                 |
| Source : ProCyclingStats |                   |            |                          |                 |
| Classement de l'étape |                   |            |                          |                 |
| Coureur | Coureur           | Pays       | Équipe                   | Temps           |
| 1er | Brandon McNulty   | États-Unis | UAE Team Emirates        | 5 h 13 min 39 s |
| 2e | Ben Healy         | Irlande    | EF Education-EasyPost    | + 0 s           |
| 3e | Marco Frigo       | Italie     | Israel-Premier Tech      | + 0 s           |
| 4e | Bauke Mollema     | Pays-Bas   | Trek-Segafredo           | + 1 min 50 s    |
| 5e | Einer Rubio       | Colombie   | Movistar Team            | + 1 min 50 s    |
| 6e | Simone Velasco    | Italie     | Astana Qazaqstan Team    | + 2 min 26 s    |
| 7e | Andrea Pasqualon  | Italie     | Bahrain Victorious       | + 2 min 26 s    |
| 8e | Laurens Huys      | Belgique   | Intermarché-Circus-Wanty | + 3 min 10 s    |
| 9e | Vincenzo Albanese | Italie     | Eolo-Kometa              | + 4 min 13 s    |
| 10e | François Bidard   | France     | Cofidis                  | + 4 min 13 s    |

### Points attribués pour le classement par points
| Sprint intermédiaire Nembro (km 87,3) | Sprint intermédiaire Nembro (km 87,3) | Sprint intermédiaire Nembro (km 87,3) | Sprint intermédiaire Nembro (km 87,3) | Sprint intermédiaire Nembro (km 87,3) |
| ------------------------------------- | ------------------------------------- | ------------------------------------- | ------------------------------------- | ------------------------------------- |
|                                       | Coureur                               | Pays                                  | Équipe                                | Point(s)                              |
| 1er                                   | Davide Ballerini                      | Italie                                | Soudal Quick-Step                     | 12                                    |
| 2e                                    | Alberto Dainese                       | Italie                                | DSM                                   | 8                                     |
| 3e                                    | Martin Marcellusi                     | Italie                                | Green Project-Bardiani CSF-Faizanè    | 6                                     |
| 4e                                    | Andrea Pasqualon                      | Italie                                | Bahrain Victorious                    | 5                                     |
| 5e                                    | Sebastian Berwick                     | Australie                             | Israel-Premier Tech                   | 4                                     |
| 6e                                    | Bauke Mollema                         | Pays-Bas                              | Trek-Segafredo                        | 3                                     |
| 7e                                    | Francesco Gavazzi                     | Italie                                | Eolo-Kometa                           | 2                                     |
| 8e                                    | Brandon McNulty                       | États-Unis                            | UAE Emirates                          | 1                                     |
| modifier                              |                                       |                                       |                                       |                                       |

| Arrivée d'étape Bergame (km 195) | Arrivée d'étape Bergame (km 195) | Arrivée d'étape Bergame (km 195) | Arrivée d'étape Bergame (km 195) | Arrivée d'étape Bergame (km 195) |
| -------------------------------- | -------------------------------- | -------------------------------- | -------------------------------- | -------------------------------- |
|                                  | Coureur                          | Pays                             | Équipe                           | Point(s)                         |
| 1er                              | Brandon McNulty                  | États-Unis                       | UAE Emirates                     | 15                               |
| 2e                               | Ben Healy                        | Irlande                          | EF Education-EasyPost            | 12                               |
| 3e                               | Marco Frigo                      | Italie                           | Israel-Premier Tech              | 9                                |
| 4e                               | Bauke Mollema                    | Pays-Bas                         | Trek-Segafredo                   | 7                                |
| 5e                               | Einer Rubio                      | Colombie                         | Movistar                         | 6                                |
| 6e                               | Simone Velasco                   | Italie                           | Astana Qazaqstan                 | 5                                |
| 7e                               | Andrea Pasqualon                 | Italie                           | Bahrain Victorious               | 4                                |
| 8e                               | Laurens Huys                     | Belgique                         | Intermarché-Circus-Wanty         | 3                                |
| 9e                               | Vincenzo Albanese                | Italie                           | Eolo-Kometa                      | 2                                |
| 10e                              | François Bidard                  | France                           | Cofidis                          | 1                                |
| modifier                         |                                  |                                  |                                  |                                  |

### Points attribués pour le classement du meilleur grimpeur
| Valico di Valcava (km 46,4) 1re catégorie (11,7 km à 7,9%) | Valico di Valcava (km 46,4) 1re catégorie (11,7 km à 7,9%) | Valico di Valcava (km 46,4) 1re catégorie (11,7 km à 7,9%) | Valico di Valcava (km 46,4) 1re catégorie (11,7 km à 7,9%) | Valico di Valcava (km 46,4) 1re catégorie (11,7 km à 7,9%) |
| ---------------------------------------------------------- | ---------------------------------------------------------- | ---------------------------------------------------------- | ---------------------------------------------------------- | ---------------------------------------------------------- |
|                                                            | Coureur                                                    | Pays                                                       | Équipe                                                     | Point(s)                                                   |
| 1er                                                        | Ben Healy                                                  | Irlande                                                    | EF Education-EasyPost                                      | 40                                                         |
| 2e                                                         | Einer Rubio                                                | Colombie                                                   | Movistar                                                   | 18                                                         |
| 3e                                                         | Sebastian Berwick                                          | Australie                                                  | Israel-Premier Tech                                        | 12                                                         |
| 4e                                                         | Brandon McNulty                                            | États-Unis                                                 | UAE Emirates                                               | 9                                                          |
| 5e                                                         | Marco Frigo                                                | Italie                                                     | Israel-Premier Tech                                        | 6                                                          |
| 6e                                                         | Vincenzo Albanese                                          | Italie                                                     | Eolo-Kometa                                                | 4                                                          |
| 7e                                                         | Davide Ballerini                                           | Italie                                                     | Soudal Quick-Step                                          | 2                                                          |
| 8e                                                         | Niccolò Bonifazio                                          | Italie                                                     | Intermarché-Circus-Wanty                                   | 1                                                          |
| modifier                                                   |                                                            |                                                            |                                                            |                                                            |

| Selvino (km 98,6) 2e catégorie (11,3 km à 5,5%) | Selvino (km 98,6) 2e catégorie (11,3 km à 5,5%) | Selvino (km 98,6) 2e catégorie (11,3 km à 5,5%) | Selvino (km 98,6) 2e catégorie (11,3 km à 5,5%) | Selvino (km 98,6) 2e catégorie (11,3 km à 5,5%) |
| ----------------------------------------------- | ----------------------------------------------- | ----------------------------------------------- | ----------------------------------------------- | ----------------------------------------------- |
|                                                 | Coureur                                         | Pays                                            | Équipe                                          | Point(s)                                        |
| 1er                                             | Ben Healy                                       | Irlande                                         | EF Education-EasyPost                           | 18                                              |
| 2e                                              | Einer Rubio                                     | Colombie                                        | Movistar                                        | 8                                               |
| 3e                                              | Niccolò Bonifazio                               | Italie                                          | Intermarché-Circus-Wanty                        | 6                                               |
| 4e                                              | José Joaquín Rojas                              | Espagne                                         | Movistar                                        | 4                                               |
| 5e                                              | Bauke Mollema                                   | Pays-Bas                                        | Trek-Segafredo                                  | 2                                               |
| 6e                                              | Simone Velasco                                  | Italie                                          | Astana Qazaqstan                                | 1                                               |
| modifier                                        |                                                 |                                                 |                                                 |                                                 |

| Miragolo San Salvatore (km 111,3) 2e catégorie (5,2 km à 7%) | Miragolo San Salvatore (km 111,3) 2e catégorie (5,2 km à 7%) | Miragolo San Salvatore (km 111,3) 2e catégorie (5,2 km à 7%) | Miragolo San Salvatore (km 111,3) 2e catégorie (5,2 km à 7%) | Miragolo San Salvatore (km 111,3) 2e catégorie (5,2 km à 7%) |
| ------------------------------------------------------------ | ------------------------------------------------------------ | ------------------------------------------------------------ | ------------------------------------------------------------ | ------------------------------------------------------------ |
|                                                              | Coureur                                                      | Pays                                                         | Équipe                                                       | Point(s)                                                     |
| 1er                                                          | Einer Rubio                                                  | Colombie                                                     | Movistar                                                     | 18                                                           |
| 2e                                                           | Ben Healy                                                    | Irlande                                                      | EF Education-EasyPost                                        | 8                                                            |
| 3e                                                           | José Joaquín Rojas                                           | Espagne                                                      | Movistar                                                     | 6                                                            |
| 4e                                                           | Brandon McNulty                                              | États-Unis                                                   | UAE Emirates                                                 | 4                                                            |
| 5e                                                           | Marco Frigo                                                  | Italie                                                       | Israel-Premier Tech                                          | 2                                                            |
| 6e                                                           | Sebastian Berwick                                            | Australie                                                    | Israel-Premier Tech                                          | 1                                                            |
| modifier                                                     |                                                              |                                                              |                                                              |                                                              |

| Roncola Alta (km 164,4) 1re catégorie (10 km à 6,7%) | Roncola Alta (km 164,4) 1re catégorie (10 km à 6,7%) | Roncola Alta (km 164,4) 1re catégorie (10 km à 6,7%) | Roncola Alta (km 164,4) 1re catégorie (10 km à 6,7%) | Roncola Alta (km 164,4) 1re catégorie (10 km à 6,7%) |
| ---------------------------------------------------- | ---------------------------------------------------- | ---------------------------------------------------- | ---------------------------------------------------- | ---------------------------------------------------- |
|                                                      | Coureur                                              | Pays                                                 | Équipe                                               | Point(s)                                             |
| 1er                                                  | Ben Healy                                            | Irlande                                              | EF Education-EasyPost                                | 18                                                   |
| 2e                                                   | Brandon McNulty                                      | États-Unis                                           | UAE Emirates                                         | 8                                                    |
| 3e                                                   | Marco Frigo                                          | Italie                                               | Israel-Premier Tech                                  | 6                                                    |
| 4e                                                   | Einer Rubio                                          | Colombie                                             | Movistar                                             | 4                                                    |
| 5e                                                   | Bauke Mollema                                        | Pays-Bas                                             | Trek-Segafredo                                       | 2                                                    |
| 6e                                                   | Laurens Huys                                         | Belgique                                             | Intermarché-Circus-Wanty                             | 1                                                    |
| modifier                                             |                                                      |                                                      |                                                      |                                                      |

### Points attribués pour le classement des sprints intermédiaires
| Sprint intermédiaire Nembro (km 87,3) | Sprint intermédiaire Nembro (km 87,3) | Sprint intermédiaire Nembro (km 87,3) | Sprint intermédiaire Nembro (km 87,3) | Sprint intermédiaire Nembro (km 87,3) |
| ------------------------------------- | ------------------------------------- | ------------------------------------- | ------------------------------------- | ------------------------------------- |
|                                       | Coureur                               | Pays                                  | Équipe                                | Point(s)                              |
| 1er                                   | Davide Ballerini                      | Italie                                | Soudal Quick-Step                     | 10                                    |
| 2e                                    | Alberto Dainese                       | Italie                                | DSM                                   | 6                                     |
| 3e                                    | Martin Marcellusi                     | Italie                                | Green Project-Bardiani CSF-Faizanè    | 3                                     |
| 4e                                    | Andrea Pasqualon                      | Italie                                | Bahrain Victorious                    | 2                                     |
| 5e                                    | Sebastian Berwick                     | Australie                             | Israel-Premier Tech                   | 1                                     |
| modifier                              |                                       |                                       |                                       |                                       |

| Sprint intermédiaire Almenno San Bartolomeo (km 153,7) | Sprint intermédiaire Almenno San Bartolomeo (km 153,7) | Sprint intermédiaire Almenno San Bartolomeo (km 153,7) | Sprint intermédiaire Almenno San Bartolomeo (km 153,7) | Sprint intermédiaire Almenno San Bartolomeo (km 153,7) |
| ------------------------------------------------------ | ------------------------------------------------------ | ------------------------------------------------------ | ------------------------------------------------------ | ------------------------------------------------------ |
|                                                        | Coureur                                                | Pays                                                   | Équipe                                                 | Point(s)                                               |
| 1er                                                    | Niccolò Bonifazio                                      | Italie                                                 | Intermarché-Circus-Wanty                               | 10                                                     |
| 2e                                                     | Davide Ballerini                                       | Italie                                                 | Soudal Quick-Step                                      | 6                                                      |
| 3e                                                     | Simone Velasco                                         | Italie                                                 | Astana Qazaqstan                                       | 3                                                      |
| 4e                                                     | Sebastian Berwick                                      | Australie                                              | Israel-Premier Tech                                    | 2                                                      |
| 5e                                                     | Ben Healy                                              | Irlande                                                | EF Education-EasyPost                                  | 1                                                      |
| modifier                                               |                                                        |                                                        |                                                        |                                                        |

### Bonifications
|   | Coureur           | Pays   | Équipe                   | Secondes |
| - | ----------------- | ------ | ------------------------ | -------- |
| 1 | Niccolò Bonifazio | Italie | Intermarché-Circus-Wanty | 3 s      |
| 2 | Davide Ballerini  | Italie | Soudal Quick-Step        | 2 s      |
| 3 | Simone Velasco    | Italie | Astana Qazaqstan         | 1 s      |

|   | Coureur         | Pays       | Équipe                | Secondes |
| - | --------------- | ---------- | --------------------- | -------- |
| 1 | Brandon McNulty | États-Unis | UAE Team Emirates     | 10 s     |
| 2 | Ben Healy       | Irlande    | EF Education-EasyPost | 6 s      |
| 3 | Marco Frigo     | Italie     | Israel-Premier Tech   | 4 s      |

## Classements à l'issue de l'étape

### Classement général
| \| Classement général \| Classement général \| Classement général \| Classement général \| Classement général \| \| Coureur \| Coureur \| Pays \| Équipe \| Temps \| \| ------------------ \| ------------------ \| ------------------ \| ------------------ \| ------------------ \| \| 1er \| Bruno Armirail \| France \| Groupama-FDJ \| 61 h 38 min 06 s \| \| 2e \| Geraint Thomas \| Royaume-Uni \| Ineos Grenadiers \| + 1 min 08 s \| \| 3e \| Primož Roglič \| Slovénie \| Jumbo-Visma \| + 1 min 10 s \| \| 4e \| João Almeida \| Portugal \| UAE Team Emirates \| + 1 min 30 s \| \| 5e \| Andreas Leknessund \| Norvège \| Team DSM \| + 1 min 50 s \| \| 6e \| Damiano Caruso \| Italie \| Bahrain Victorious \| + 2 min 36 s \| \| 7e \| Lennard Kämna \| Allemagne \| Bora-Hansgrohe \| + 3 min 02 s \| \| 8e \| Eddie Dunbar \| Irlande \| Team Jayco AlUla \| + 3 min 40 s \| \| 9e \| Thymen Arensman \| Pays-Bas \| Ineos Grenadiers \| + 3 min 55 s \| \| 10e \| Laurens De Plus \| Belgique \| Ineos Grenadiers \| + 4 min 18 s \| |                    |             |                    |                  |
| |                    |             |                    |                  |
| Source : ProCyclingStats |                    |             |                    |                  |
| Classement général |                    |             |                    |                  |
| Coureur | Coureur            | Pays        | Équipe             | Temps            |
| 1er | Bruno Armirail     | France      | Groupama-FDJ       | 61 h 38 min 06 s |
| 2e | Geraint Thomas     | Royaume-Uni | Ineos Grenadiers   | + 1 min 08 s     |
| 3e | Primož Roglič      | Slovénie    | Jumbo-Visma        | + 1 min 10 s     |
| 4e | João Almeida       | Portugal    | UAE Team Emirates  | + 1 min 30 s     |
| 5e | Andreas Leknessund | Norvège     | Team DSM           | + 1 min 50 s     |
| 6e | Damiano Caruso     | Italie      | Bahrain Victorious | + 2 min 36 s     |
| 7e | Lennard Kämna      | Allemagne   | Bora-Hansgrohe     | + 3 min 02 s     |
| 8e | Eddie Dunbar       | Irlande     | Team Jayco AlUla   | + 3 min 40 s     |
| 9e | Thymen Arensman    | Pays-Bas    | Ineos Grenadiers   | + 3 min 55 s     |
| 10e | Laurens De Plus    | Belgique    | Ineos Grenadiers   | + 4 min 18 s     |

| Classement par points | Classement par points | Classement par points | Classement par points | Classement par points |
| Coureur               | Coureur               | Pays                  | Équipe                | Points                |
| --------------------- | --------------------- | --------------------- | --------------------- | --------------------- |
| 1er                   | Jonathan Milan        | Italie                | Bahrain Victorious    | 164 pts               |
| 2e                    | Derek Gee             | Canada                | Israel-Premier Tech   | 112 pts               |
| 3e                    | Pascal Ackermann      | Allemagne             | UAE Team Emirates     | 88 pts                |
| 4e                    | Nico Denz             | Allemagne             | Bora-Hansgrohe        | 75 pts                |
| 5e                    | Toms Skujiņš          | Lettonie              | Trek-Segafredo        | 71 pts                |
| 6e                    | Michael Matthews      | Australie             | Team Jayco AlUla      | 68 pts                |
| 7e                    | Magnus Cort Nielsen   | Danemark              | EF Education-EasyPost | 56 pts                |
| 8e                    | Marius Mayrhofer      | Allemagne             | Team DSM              | 53 pts                |
| 9e                    | Mark Cavendish        | Royaume-Uni           | Astana Qazaqstan Team | 51 pts                |
| 10e                   | Vincenzo Albanese     | Italie                | Eolo-Kometa           | 46 pts                |

| Classement par points | Classement par points | Classement par points | Classement par points | Classement par points |
| Coureur               | Coureur               | Pays                  | Équipe                | Points                |
| --------------------- | --------------------- | --------------------- | --------------------- | --------------------- |
| 1er                   | Jonathan Milan        | Italie                | Bahrain Victorious    | 164 pts               |
| 2e                    | Derek Gee             | Canada                | Israel-Premier Tech   | 112 pts               |
| 3e                    | Pascal Ackermann      | Allemagne             | UAE Team Emirates     | 88 pts                |
| 4e                    | Nico Denz             | Allemagne             | Bora-Hansgrohe        | 75 pts                |
| 5e                    | Toms Skujiņš          | Lettonie              | Trek-Segafredo        | 71 pts                |
| 6e                    | Michael Matthews      | Australie             | Team Jayco AlUla      | 68 pts                |
| 7e                    | Magnus Cort Nielsen   | Danemark              | EF Education-EasyPost | 56 pts                |
| 8e                    | Marius Mayrhofer      | Allemagne             | Team DSM              | 53 pts                |
| 9e                    | Mark Cavendish        | Royaume-Uni           | Astana Qazaqstan Team | 51 pts                |
| 10e                   | Vincenzo Albanese     | Italie                | Eolo-Kometa           | 46 pts                |

| Classement de la montagne | Classement de la montagne | Classement de la montagne | Classement de la montagne  | Classement de la montagne |
| Coureur                   | Coureur                   | Pays                      | Équipe                     | Points                    |
| ------------------------- | ------------------------- | ------------------------- | -------------------------- | ------------------------- |
| 1er                       | Davide Bais               | Italie                    | Eolo-Kometa                | 144 pts                   |
| 2e                        | Einer Rubio               | Colombie                  | Movistar Team              | 116 pts                   |
| 3e                        | Thibaut Pinot             | France                    | Groupama-FDJ               | 114 pts                   |
| 4e                        | Ben Healy                 | Irlande                   | EF Education-EasyPost      | 108 pts                   |
| 5e                        | Toms Skujiņš              | Lettonie                  | Trek-Segafredo             | 42 pts                    |
| 6e                        | Karel Vacek               | Tchéquie                  | Team Corratec-Selle Italia | 36 pts                    |
| 7e                        | Derek Gee                 | Canada                    | Israel-Premier Tech        | 31 pts                    |
| 8e                        | Amanuel Ghebreigzabhier   | Érythrée                  | Trek-Segafredo             | 30 pts                    |
| 9e                        | Alexander Cepeda          | Équateur                  | EF Education-EasyPost      | 25 pts                    |
| 10e                       | Aurélien Paret-Peintre    | France                    | AG2R Citroën Team          | 22 pts                    |

| Classement de la montagne | Classement de la montagne | Classement de la montagne | Classement de la montagne  | Classement de la montagne |
| Coureur                   | Coureur                   | Pays                      | Équipe                     | Points                    |
| ------------------------- | ------------------------- | ------------------------- | -------------------------- | ------------------------- |
| 1er                       | Davide Bais               | Italie                    | Eolo-Kometa                | 144 pts                   |
| 2e                        | Einer Rubio               | Colombie                  | Movistar Team              | 116 pts                   |
| 3e                        | Thibaut Pinot             | France                    | Groupama-FDJ               | 114 pts                   |
| 4e                        | Ben Healy                 | Irlande                   | EF Education-EasyPost      | 108 pts                   |
| 5e                        | Toms Skujiņš              | Lettonie                  | Trek-Segafredo             | 42 pts                    |
| 6e                        | Karel Vacek               | Tchéquie                  | Team Corratec-Selle Italia | 36 pts                    |
| 7e                        | Derek Gee                 | Canada                    | Israel-Premier Tech        | 31 pts                    |
| 8e                        | Amanuel Ghebreigzabhier   | Érythrée                  | Trek-Segafredo             | 30 pts                    |
| 9e                        | Alexander Cepeda          | Équateur                  | EF Education-EasyPost      | 25 pts                    |
| 10e                       | Aurélien Paret-Peintre    | France                    | AG2R Citroën Team          | 22 pts                    |

| Classement du meilleur jeune | Classement du meilleur jeune | Classement du meilleur jeune | Classement du meilleur jeune | Classement du meilleur jeune |
| Coureur                      | Coureur                      | Pays                         | Équipe                       | Temps                        |
| ---------------------------- | ---------------------------- | ---------------------------- | ---------------------------- | ---------------------------- |
| 1er                          | João Almeida                 | Portugal                     | UAE Team Emirates            | 61 h 39 min 36 s             |
| 2e                           | Andreas Leknessund           | Norvège                      | Team DSM                     | + 20 s                       |
| 3e                           | Thymen Arensman              | Pays-Bas                     | Ineos Grenadiers             | + 2 min 25 s                 |
| 4e                           | Einer Rubio                  | Colombie                     | Movistar Team                | + 3 min 59 s                 |
| 5e                           | Santiago Buitrago            | Colombie                     | Bahrain Victorious           | + 4 min 52 s                 |
| 6e                           | Ilan Van Wilder              | Belgique                     | Soudal Quick-Step            | + 6 min 02 s                 |
| 7e                           | Alexander Cepeda             | Équateur                     | EF Education-EasyPost        | + 12 min 29 s                |
| 8e                           | Laurens Huys                 | Belgique                     | Intermarché-Circus-Wanty     | + 20 min 03 s                |
| 9e                           | Valentin Paret-Peintre       | France                       | AG2R Citroën Team            | + 23 min 20 s                |
| 10e                          | Filippo Zana                 | Italie                       | Team Jayco AlUla             | + 27 min 43 s                |

| Classement du meilleur jeune | Classement du meilleur jeune | Classement du meilleur jeune | Classement du meilleur jeune | Classement du meilleur jeune |
| Coureur                      | Coureur                      | Pays                         | Équipe                       | Temps                        |
| ---------------------------- | ---------------------------- | ---------------------------- | ---------------------------- | ---------------------------- |
| 1er                          | João Almeida                 | Portugal                     | UAE Team Emirates            | 61 h 39 min 36 s             |
| 2e                           | Andreas Leknessund           | Norvège                      | Team DSM                     | + 20 s                       |
| 3e                           | Thymen Arensman              | Pays-Bas                     | Ineos Grenadiers             | + 2 min 25 s                 |
| 4e                           | Einer Rubio                  | Colombie                     | Movistar Team                | + 3 min 59 s                 |
| 5e                           | Santiago Buitrago            | Colombie                     | Bahrain Victorious           | + 4 min 52 s                 |
| 6e                           | Ilan Van Wilder              | Belgique                     | Soudal Quick-Step            | + 6 min 02 s                 |
| 7e                           | Alexander Cepeda             | Équateur                     | EF Education-EasyPost        | + 12 min 29 s                |
| 8e                           | Laurens Huys                 | Belgique                     | Intermarché-Circus-Wanty     | + 20 min 03 s                |
| 9e                           | Valentin Paret-Peintre       | France                       | AG2R Citroën Team            | + 23 min 20 s                |
| 10e                          | Filippo Zana                 | Italie                       | Team Jayco AlUla             | + 27 min 43 s                |

| Classement par équipes | Classement par équipes | Classement par équipes | Classement par équipes |
| Équipe                 | Équipe                 | Pays                   | Temps                  |
| ---------------------- | ---------------------- | ---------------------- | ---------------------- |
| 1re                    | Bahrain Victorious     | Bahreïn                | 184 h 21 min 09 s      |
| 2e                     | EF Education-EasyPost  | États-Unis             | + 27 min 23 s          |
| 3e                     | Israel-Premier Tech    | Israël                 | + 27 min 52 s          |
| 4e                     | Jumbo-Visma            | Pays-Bas               | + 37 min 00 s          |
| 5e                     | Ineos Grenadiers       | Royaume-Uni            | + 37 min 31 s          |
| 6e                     | Bora-Hansgrohe         | Allemagne              | + 39 min 17 s          |
| 7e                     | UAE Team Emirates      | Émirats arabes unis    | + 39 min 34 s          |
| 8e                     | AG2R Citroën Team      | France                 | + 47 min 26 s          |
| 9e                     | Astana Qazaqstan Team  | Kazakhstan             | + 53 min 21 s          |
| 10e                    | Eolo-Kometa            | Italie                 | + 1 h 08 min 51 s      |

| Classement par équipes | Classement par équipes | Classement par équipes | Classement par équipes |
| Équipe                 | Équipe                 | Pays                   | Temps                  |
| ---------------------- | ---------------------- | ---------------------- | ---------------------- |
| 1re                    | Bahrain Victorious     | Bahreïn                | 184 h 21 min 09 s      |
| 2e                     | EF Education-EasyPost  | États-Unis             | + 27 min 23 s          |
| 3e                     | Israel-Premier Tech    | Israël                 | + 27 min 52 s          |
| 4e                     | Jumbo-Visma            | Pays-Bas               | + 37 min 00 s          |
| 5e                     | Ineos Grenadiers       | Royaume-Uni            | + 37 min 31 s          |
| 6e                     | Bora-Hansgrohe         | Allemagne              | + 39 min 17 s          |
| 7e                     | UAE Team Emirates      | Émirats arabes unis    | + 39 min 34 s          |
| 8e                     | AG2R Citroën Team      | France                 | + 47 min 26 s          |
| 9e                     | Astana Qazaqstan Team  | Kazakhstan             | + 53 min 21 s          |
| 10e                    | Eolo-Kometa            | Italie                 | + 1 h 08 min 51 s      |

## Abandons
Aucun